# 黒川信重
黒川 信重（くろかわ のぶしげ、1952年3月 - ）は、日本の数学者。専門は数論、特に解析的整数論・多重三角関数論・ゼータ関数論・保型形式。学位は、理学博士（東京工業大学）。東京工業大学名誉教授。栃木県河内郡薬師寺村（その後南河内村、南河内町を経て、現在の下野市）出身。
栃木県立宇都宮高等学校、東京工業大学理学部数学科卒業。同大学院理工学研究科数学専攻修士課程修了。東京工業大学助手、東京工業大学助教授、東京大学助教授、東京工業大学教授を歴任。

## 略歴
略歴の情報は岩波書店の著者紹介のページを参照。
- 1952年 - 栃木県に生まれる。
- 小学校低学年 - 登校拒否に近い生活を送る。
- 小学校高学年 - 数学の美しさに目覚める。
- 中学校・高校 - 数学の問題を作ることに熱中する。
- 1971年 - 栃木県立宇都宮高等学校卒業（倉本裕基は同級生）。
- 大学生以降 - 数論の研究に励む。
- 1975年 - 東京工業大学理学部数学科卒業。
- 1977年 - 東京工業大学大学院理工学研究科数学専攻修士課程修了
- 1978年 - 東京工業大学大学院理工学研究科博士後期課程中退
- 1979年 - 理学博士の学位を取得
- 現在、東京工業大学名誉教授

## 著書
- 『数学の夢　素数からのひろがり』岩波書店〈岩波高校生セミナー4〉、1998年5月7日。ISBN 4-00-026214-9。
  - 『オイラー、リーマン、ラマヌジャン　時空を超えた数学者の接点』岩波書店〈岩波科学ライブラリー 126〉、2006年12月8日。ISBN 4-00-007466-0。 - 『数学の夢』の増補改訂版。
- 『ゼータ関数の統一理論の研究』東京工業大学、1998年。
- 『ゼータ関数と多重三角関数』東京工業大学、2006年-2007年。
- 『オイラー探検　無限大の滝と12連峰』シュプリンガー・ジャパン〈シュプリンガー数学リーディングス 第11巻〉、2007年10月。ISBN 978-4-431-70774-5。
  - 『オイラー探検　無限大の滝と12連峰』丸善出版〈シュプリンガー数学リーディングス 第11巻〉、2007年10月。ISBN 978-4-621-06183-1。
- 『リーマン予想の150年』岩波書店〈数学，この大きな流れ〉、2009年11月5日。ISBN 978-4-00-006792-8。
- 『リーマン予想の探求　ABCからZまで』技術評論社〈知りたい!サイエンス 118〉、2012年11月30日。ISBN 978-4-7741-5388-9。 - 文献・索引あり。
- 『リーマン予想の先へ　深リーマン予想――DRH』東京図書、2013年4月。ISBN 978-4-489-02151-0。 - 索引あり。
- 『現代三角関数論』岩波書店、2013年11月7日。ISBN 978-4-00-005327-3。 - 索引あり。
- 『リーマン予想を解こう　新ゼータと因数分解からのアプローチ』技術評論社〈知の扉シリーズ〉、2014年2月18日。ISBN 978-4-7741-6303-1。 - 索引あり。
- 『ゼータの冒険と進化』現代数学社、2014年10月。ISBN 978-4-7687-1020-3。
- 『ガロア理論と表現論　ゼータ関数への出発』日本評論社、2014年11月。ISBN 978-4-535-78589-2。
- 『ラマヌジャンζの衝撃』現代数学社、2015年8月。ISBN 978-4-7687-0447-9。

### 共著
- 栗原将人、斎藤毅 共著『数論 2 類体論とは』 19巻、岩波書店〈岩波講座現代数学の基礎〉、1998年2月16日。ISBN 4-00-010643-0。 (set) - ISBN 4-00-011011-X (set)
  - 加藤和也、斎藤毅 共著『数論 1 Fermatの夢と類体論』岩波書店、2005年1月7日。ISBN 4-00-005527-5。
- 栗原将人、斎藤毅 共著『数論 3 岩澤理論と保型形式』 20巻、岩波書店〈岩波講座現代数学の基礎11〉、1998年9月10日。ISBN 4-00-010646-5。 (set) - ISBN 4-00-011011-X (set)
  - 栗原将人、斎藤毅 共著『数論 2 岩澤理論と保型形式』岩波書店、2005年2月8日。ISBN 4-00-005528-3。
- 梅田亨、若山正人・中島さち子 共著『ゼータの世界』日本評論社、1999年6月。ISBN 4-535-78261-X。
- 石井志保子、東京工業大学 共著『多様体の特異点の研究』1999-2000。
- 若山正人 共著『絶対カシミール元』岩波書店、2002年2月22日。ISBN 4-00-006270-0。
- 佐藤幹夫 ほか 著、木村達雄 編『佐藤幹夫の数学』日本評論社、2007年8月。ISBN 978-4-535-78514-4。 - 「解決された佐藤-テイト予想」収録。
  - 佐藤幹夫 ほか 著、木村達雄 編『佐藤幹夫の数学』（増補版）日本評論社、2014年9月。ISBN 978-4-535-78587-8。 - 「佐藤-テイト予想の解決」収録。
- 数学書房編集部 編『この定理が美しい』数学書房、2009年6月。ISBN 978-4-903342-10-8。 - 「2500年の歴史素因数分解の一意性」収録。
- 小島寛之 共著『リーマン予想は解決するのか？　絶対数学の戦略』青土社、2009年6月。ISBN 978-4-7917-6487-7。
- 小山信也 共著『リーマン予想のこれまでとこれから』日本評論社、2009年12月。ISBN 978-4-535-78550-2。
- 小山信也 共著『絶対数学』日本評論社、2010年9月。ISBN 978-4-535-78552-6。 - 索引あり。
- 小山信也 共著『多重三角関数論講義』日本評論社、2010年11月。ISBN 978-4-535-78555-7。 - 索引あり。
- 数理科学編集部 編『数学の道しるべ　研究者の道とは何か』サイエンス社、2011年4月25日。ISBN 978-4-7819-1281-3。 - 「三角関数への列車の旅」収録。
- 小山信也 共著（著）、数理科学編集部 編（編）「リーマン予想の数理物理　ゼータ関数と分配関数」『臨時別冊・数理科学2011年11月』、サイエンス社、2011年11月25日、ISSN 0386-8257。 - 文献あり。
- 小山信也 共著『ABC予想入門』PHP研究所〈PHPサイエンス・ワールド新書 067〉、2013年3月18日。ISBN 978-4-569-81067-6。 - 索引あり。
- 『21世紀の新しい数学　絶対数学、リーマン予想、そしてこれからの数学』黒川信重・小島寛之 対談、技術評論社〈知の扉シリーズ〉、2013年7月23日。ISBN 978-4-7741-5829-7。 - 索引あり。
- 黒川信重、小山信也：「ゼータへの招待」、日本評論社、ISBN 978-4-535-60351-6 (2018年2月25日).

### 編著・共編著
- 志賀啓成 著、砂田利一 共編 編『複素解析学』 1(基礎理論)、培風館〈数学レクチャーノート 入門編 5〉、1997年9月。ISBN 4-563-00635-1。
- 足立俊明 著、砂田利一 共編 編『微分積分学』 2巻、培風館〈数学レクチャーノート 入門編 2〉、1998年5月。ISBN 4-563-00632-7。
- 勝田篤 著、砂田利一 共編 編『線形代数学』 1巻、培風館〈数学レクチャーノート 入門編 3〉、1998年10月。ISBN 4-563-00633-5。
- 志賀啓成 著、砂田利一 共編 編『複素解析学』 2巻、培風館〈数学レクチャーノート 入門編 6〉、1999年6月。ISBN 4-563-00636-X。
- 加須栄篤 著、砂田利一 共編 編『リーマン幾何学』培風館〈数学レクチャーノート 基礎編 2〉、2001年6月。ISBN 4-563-00646-7。
- 新井仁之 著、砂田利一 共編 編『フーリエ解析と関数解析学』培風館〈数学レクチャーノート 基礎編 1〉、2001年7月。ISBN 4-563-00645-9。
- 黒川信重 編『ゼータ研究所だより』日本評論社、2002年3月。ISBN 4-535-78344-6。
- 盛田健彦 著、砂田利一 共編 編『実解析と測度論の基礎』培風館〈数学レクチャーノート 基礎編 4〉、2004年5月。ISBN 4-563-00648-3。
- 堤誉志雄 著、砂田利一 共編 編『偏微分方程式論　基礎から展開へ』培風館〈数学レクチャーノート 基礎編 3〉、2004年6月。ISBN 4-563-00647-5。
- 水上勉『チャレンジ！整数の問題199』黒川信重 監修、日本評論社、2005年4月。ISBN 4-535-78420-5。
- 前田吉昭 著、砂田利一 共編 編『多様体入門　幾何学を考える出発点』培風館〈数学レクチャーノート 基礎編 5〉、2005年9月。ISBN 4-563-00649-1。
- 黒川信重 編著『リーマン予想がわかる』日本評論社〈数学セミナー増刊〉、2009年11月。

### 翻訳
- W.ダンハム『オイラー入門』若山正人・百々谷哲也 共訳、シュプリンガー・フェアラーク東京〈シュプリンガー数学リーディングス 第1巻〉、2004年6月。ISBN 4-431-71079-5。
  - W.ダンハム『オイラー入門』若山正人・百々谷哲也 共訳、丸善出版〈シュプリンガー数学リーディングス 第1巻〉、2012年1月。ISBN 978-4-621-06171-8。
- カール・サバー『リーマン博士の大予想　数学の未解決最難問に挑む』黒川信重 監修、南條郁子 訳、紀伊國屋書店、2004年12月。ISBN 4-314-00973-X。
- V.I.アーノルド、M.アティヤ、P.ラックス ほか 編『数学の最先端21世紀への挑戦 v.6』砂田利一 日本語版監修、シュプリンガー・ジャパン、2006年12月。ISBN 4-431-71190-2。 - K.F.ロス「規則性の限界」小山信也共訳を収録。
  - V.I.アーノルド・M.アティヤ・P.ラックス・B.メイザー 編『数学の最先端21世紀への挑戦 v.6』砂田利一 日本語版監修、丸善出版、2012年5月。ISBN 978-4-621-06382-8。 - K.F.ロス「規則性の限界」小山信也共訳を収録。